# Qarunsee
Der Qarun-See (arabisch بحيرة قارون, DMG Buḥairat Qārūn, auch Birket Qarun / بركة قارون / Birkat Qārūn und Birket Kerun genannt) ist ein 230 km² großer See im nordöstlichen Ägypten. Er gilt als Überrest des Moeris-Sees.

## Beschreibung

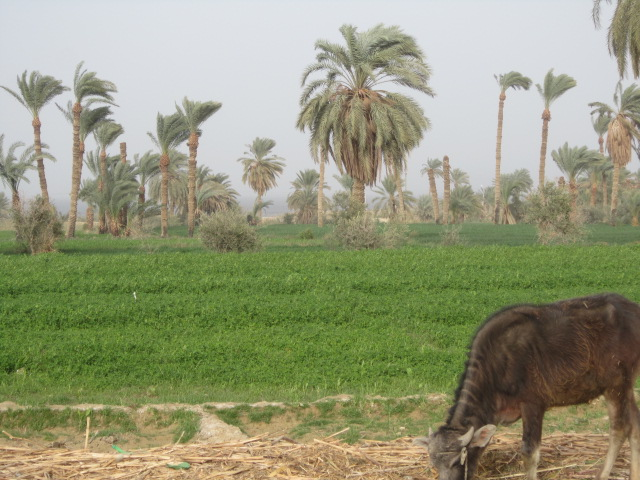
Feld beim Qarun-See, Ägypten

Der abflusslose See, der 40 km lang, 5,7 km breit und im Mittel 4,2 m tief ist, befindet sich westlich des Nils im Nordwesten des Fayyum-Beckens, in das der vom Nil abzweigende Bahr Yusuf („Josefs-Kanal“) führt und den See speist. Im Rahmen dieses Beckens befindet sich der See in einer Depression, wobei seine Ufer etwa 45 m unter dem Meeresspiegel liegen. Die Tiefe des Sees reicht von 5 Metern im Osten bis 12 Meter im Westen.
Der See versalzt durch die ständige Mineralzufuhr, hohe Verdunstung und die dadurch bedingte Verringerung seiner Ausdehnung. Sein Salzgehalt schwankte 2003 zwischen 2,4 und 45,0 %, durchschnittlich wurden 11,8 % errechnet. Die ursprüngliche weitere Verschmutzung durch Abwässer der 2,5 Millionen Bewohner der Senke konnte in letzter Zeit durch den Bau einer Großkläranlage abgemildert werden.
Am See liegt die Steinbruchstraße am Qarunsee, die als älteste erhaltene Pflasterstraße der Welt gilt.

## Moeris
Moeris (Moeris-See, altägyptisch mer-wer) war bei den Griechen der Antike der Name eines großen, durch Dämme begrenzten künstlich angelegten Sees in Unterägypten, der als Reservoir für das überschüssige Überschwemmungswasser des Nil gedient haben soll. Heute identifiziert man den Qarun-See mit dem Moeris. Das altägyptische mer-wer wird mit „großer Kanal“ übersetzt.
Herodot schreibt die Entstehung des Sees dem sagenhaften König Moeris zu, der jedoch historisch nicht zu belegen ist. In der 12. Dynastie (19. Jahrhundert v. Chr.) ließ Amenemhet III. Schleusen errichten, um das dem sumpfigen Fayyum abgerungene Kulturland vor der Nilschwemme zu schützen.
Die Lage des Sees war lange Zeit unklar. Während man früher bereits den Qarun-See (Birket el-Kerun) am Westrand des Fayyum für den Moeris-See gehalten hatte, verwies ihn Linant de Bellefonds (Mémoire sur le lac Moeris, 1842) in die südöstliche Ecke. Dagegen hat F. Cope Whitehouse, gestützt auf den von Herodot gegebenen Umfang des Sees von 3.600 Stadien – den Linant auf 360 beschränken zu müssen glaubte – dem Moeris-See einen größeren Umfang gegeben und eine Ausdehnung nach Südwesten angenommen. Flinders Petrie hat dann wieder die alte und wohl richtige Ansicht aufgenommen, dass der See im westlichen Delta gelegen habe und der Qarun-See ein letzter Rest sei.
Herodot berichtete in seinen Schriften ausführlich über den Moeris-See:

„II.101 Von den übrigen Königen...erzählten sie nur von einem, dem allerletzten mit Namen Moeris. Dieser habe...einen See gegraben...und Pyramiden in demselben gebaut. II.149 So erregt doch noch größere Bewunderung der sogenannte Mörissee...Das Maß seines Umfangs beträgt 3.600 Stadien (etwa 634 km)...Die Länge geht von Mitternacht nach Mittag, seine größte Tiefe beträgt 50 Klafter (200 Ellen, etwa 105 m), denn ein Klafter misst sechs Fuß oder vier Ellen... Ungefähr in der Mitte des Sees stehen zwei Pyramiden und eine jede hat 50 Klafter (über dem Wasser)...Also hat jede Pyramide 100 Klafter (etwa 210 m)...Aber das Wasser in dem See...ist vom Nil durch einen Graben hineingeleitet. Sechs Monate fließt es hinein und sechs Monate wieder in den Nil zurück. II.150 Es erzählten mir aber die Leute, dass dieser See sich ergießt...in Libyen unter der Erde und wendet sich nach Abend mitten in das Land, neben dem Gebirge oberhalb von Memphis. Und weil ich den Schuttauswurf nirgends sah, ...sagten sie (die Leute) mir, ...dass sie den Schutt in den Nil warfen...Also sagten sie, dass dieser See gegraben wurde.“

Strabo erwähnte, dass 100 Stadien (etwa 18 km) vom Kanal entfernt die Stadt Arsinoe liegt, wo sich ebenfalls das „Labyrinth“ befunden haben soll. Es handelt sich dabei um den im Fayyum-Becken gelegenen Totentempel bei der Hawara-Pyramide des Amenemhet III. im südöstlich von Arsinoe gelegenen Ort Hawara, der in hieroglyphischer Schreibweise mit l-p-r-n-t bezeichnet, was heute als lo-pe-ro-hunt („Palast am See“) gedeutet wird.

### Belege
Die in diesem Zusammenhang hergestellte Verbindung zu dem von Herodot benannten König „Moeris“ lässt sich historisch nicht belegen. Vielmehr legten die Könige der 12. Dynastie den See teilweise trocken, um ihn als Wasserreservoir zu nutzen. Durch die erweiterte Anlage von Bewässerungskanälen konnte zudem die landwirtschaftliche Infrastruktur verbessert werden.
Amenemhet III. ließ in seiner Regierungszeit am Ausgang des Fayyums zwei Schleusen errichten, um den See als zusätzliches Staubecken für das sich während der Nilschwemme ansammelnde Nilwasser zu erweitern. Die von ihm verwendeten Schleusen müssen auffällige Bauwerke gewesen sein, da ihre funktionelle Architektur noch zu späterer Zeit von griechischen Reisenden bewundert wurde.

## Bilder

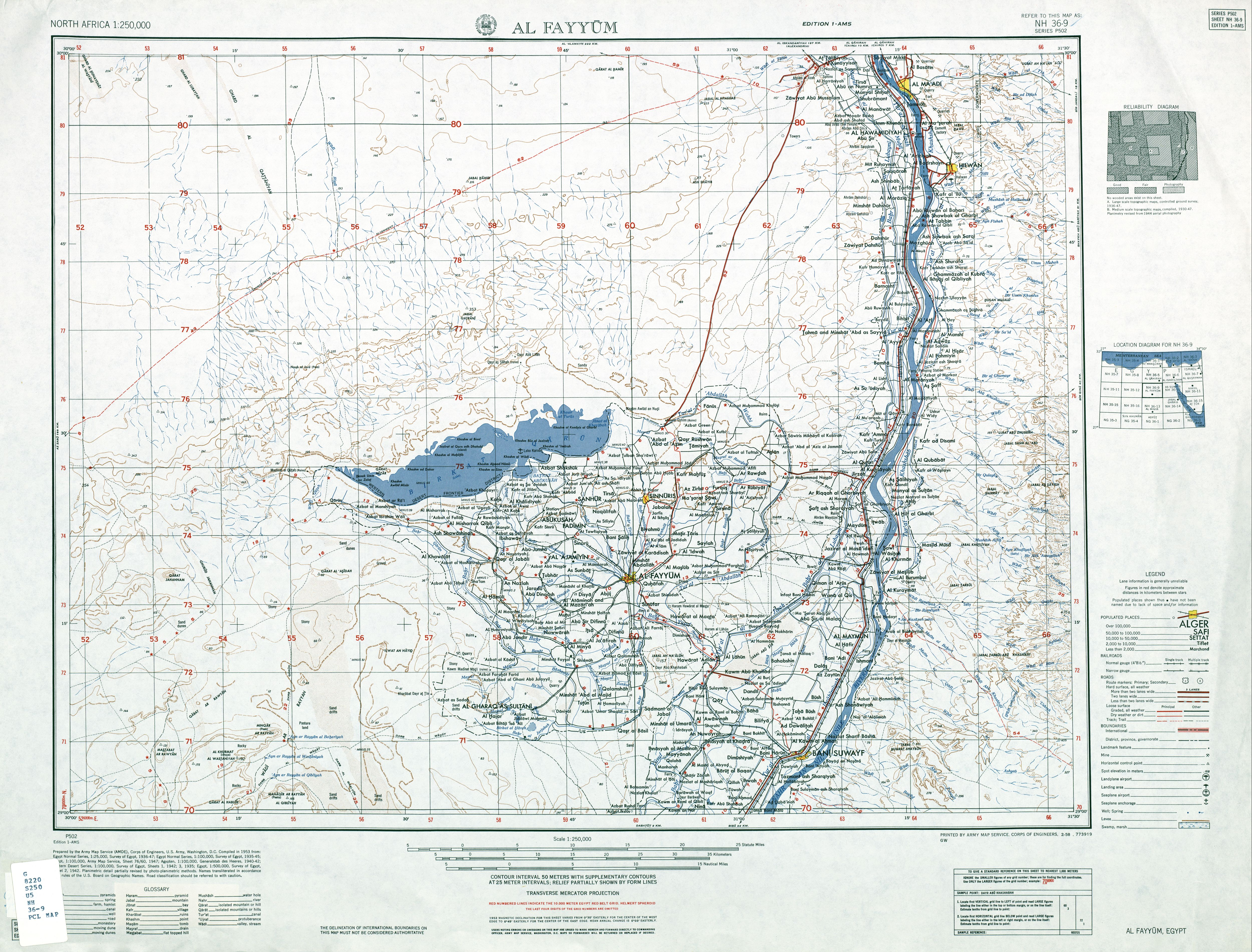
Kartenblatt mit Fayyum-Becken und Qarun-See
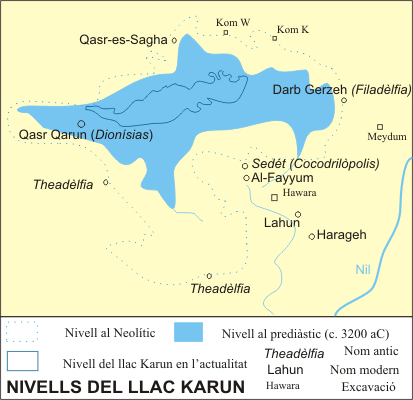
Historischer Wasserstand (3200 v. Chr.)